# Wärtsilä Marinindustri
Wärtsilä Marinindustri Ab (finska:  Wärtsilä Meriteollisuus Oy) var ett finländskt varvsföretag, som var verksamt mellan 1987 och 1989. Wärtsilä Marinindustri ingick i Wärtsiläkoncernen. Wärtsilä hade 70 % av aktierna och Valmet 30 %.
Wärtsilä Marinindustri var resultatet en stor strukturaffär inom den finländska verkstads- och varvsindustrin, som följde i spåren av ökad internationell konkurrens inom skeppstillverkning på 1970- och 1980-talen. Ett byte av företag gjordes mellan det privata finländska konglomeratet  Wärtsilä och det statliga konglomeratet  Valmet.
Det nya varvsbolaget Wärtsilä Marinindustri bildades genom sammanslagning av Wärtsiläs varv i Helsingfors och Åbo och Valmets varv i samma städer:
- Wärtsiläs Helsingforsvarvet, Helsingfors (numera Helsinki Shipyard Oy)
- Wärtsiläs Åbovarvet, vid Aura å i Åbo (senare Åbo Reparationsvarv)
- Wärtsäläs Pernovarvet, i Perno, Åbo (numera Meyer Werft Turku Oy)
- Valmets Nordsjövarvet i Helsingfors (nedlagt 1987, torrdockan i viss användning till 2004)
- Valmets Laivateollisuus, Pansio, Åbo (nedlagt 1988)
- Valmet Oy Pansion telakka, Pansio,  Åbo (nedlagt 1987)

I samband med bildandet av Wärtsilä Marinindustri avskildes tillverkningen av Wärsiläs dieselmotorer i det nya dotterföretaget Wärtsilä Diesel Oy.
Under Wärtsilä Marines första år lades tidigare Valmets Laivateollisuus i Åbo ned och bolagets förlust var betydande.
I augusti 1987 var företaget nära konkurs, men räddades av en finansieringsinsats av staten och två banker. Hösten 1989 överfördes aktiemajoriteten till Föreningsbanken i Finland, Oy Pomi Trading Ab och Wärtsiläs pensionsfond. I oktober 1989 var kassan tömd och styrelsen satte företaget i konkurs.

## Avveckling
Konkursen tog många år att reda ut, och kunde avslutas först i november 2013.
Nybyggena vid de två varven Sandvikenvarvet i Helsingfors och Pernovarvet i Åbo fortsatte i det för detta specifika ändamål bildade Masa-Yards. Det företaget övertogs 1995 av norska Kvaerner och döptes om till Kvaerner Masa-Yards.
Verksamheten vid det äldre Crichton-Vulcanvarvet vid Aura å i Åbo fortsatte i det nybildade Åbo Reparationsvarv.